# Lebanese Basketball League 2014-2015
La Lebanese Basketball League 2014-2015, anche conosciuta con il nome di Pepsi Lebanese Basketball League 2014-2015, per ragioni di sponsorizzazione, è stata la 19ª edizione del massimo campionato libanese di pallacanestro maschile.

## Squadre partecipanti
| Squadra              | Città        | Palazzetto                     | Allenatore        |
| -------------------- | ------------ | ------------------------------ | ----------------- |
| Homenetmen           | Mezher       | Adom & Sella Tenjukian stadium | Vicken Eskidjian  |
| UBA                  | Byblos       | Amsheet Sport Complex          | Nenad Vučinić     |
| Champville           | Dik El Mehdi | Club Mariste                   | Ghassan Sarkis    |
| Tadamon Zouk         | Kesrouan     | Nouhad Nawfal Stadium          | Marwan Khalil     |
| Hoops Club           | Beirut       | Michel El Murr                 | Patrick Saba      |
| Al-Mouttahed Tripoli | Tripoli      | Safadi Sports Complex          | Joe Moujaes       |
| Al-Riyadi Beirut     | Beirut       | Saeb Salam Complex             | Slobodan Subotic  |
| Sagesse              | Ghazir       | Ghazir Club Arena              | Fouad Abou Chacra |

## Stagione regolare
|  | Pos. | Squadra              | PT | G  | V  | P  | PF   | PS   | Dif  |
|  | ---- | -------------------- | -- | -- | -- | -- | ---- | ---- | ---- |
|  | 1.   | Al-Riyadi Beirut     | 40 | 14 | 13 | 1  | 1212 | 1003 | +209 |
|  | 2.   | Sagesse              | 33 | 14 | 10 | 4  | 1213 | 1123 | +90  |
|  | 3.   | UBA                  | 30 | 14 | 8  | 6  | 1100 | 1092 | +8   |
|  | 4.   | Champville           | 28 | 14 | 7  | 7  | 1156 | 1161 | -5   |
|  | 5.   | Al-Mouttahed Tripoli | 26 | 14 | 6  | 8  | 1156 | 1164 | -8   |
|  | 6.   | Tadamon Zouk         | 24 | 14 | 5  | 9  | 1120 | 1118 | +2   |
|  | 7.   | Homenetmen           | 24 | 14 | 5  | 9  | 1051 | 1166 | -115 |
|  | 8.   | Hoops Club           | 18 | 14 | 3  | 11 | 917  | 1098 | -181 |

Legenda:
      Gruppo A Seconda Fase.
      Gruppo B Seconda Fase.

## Seconda fase
In questa fase le squadre sono state divise in due gruppi da quattro squadre ciascuno, mantenendo i risultati ottenuti nella prima fase. I giorni servono per stabilire le teste di serie per i paly-off
Gruppo A
|    | Squadra              | G  | V  | P  | PF   | PS   | P.ti |
| -- | -------------------- | -- | -- | -- | ---- | ---- | ---- |
| 1. | Al-Riyadi Beirut     | 20 | 18 | 2  | 1770 | 1603 | 56   |
| 2. | UBA                  | 20 | 8  | 12 | 1701 | 1700 | 44   |
| 3. | Al-Mouttahed Tripoli | 20 | 7  | 13 | 1731 | 1759 | 34   |
| 4. | Homenetmen           | 20 | 7  | 13 | 1651 | 1797 | 34   |

Gruppo B
|    | Squadra      | G  | V  | P  | PF   | PS   | P.ti |
| -- | ------------ | -- | -- | -- | ---- | ---- | ---- |
| 1. | Sagesse      | 20 | 14 | 6  | 1850 | 1692 | 47   |
| 2. | Champville   | 20 | 9  | 11 | 1690 | 1705 | 38   |
| 3. | Tadamon Zouk | 20 | 8  | 12 | 1609 | 1625 | 36   |
| 4. | Hoops Club   | 20 | 5  | 15 | 1402 | 1623 | 30   |

## Play-Off
|  | Quarti di finale | Quarti di finale     | Quarti di finale | Quarti di finale | Quarti di finale | Quarti di finale | Quarti di finale |    |    | Semifinali       | Semifinali | Semifinali | Semifinali | Semifinali | Semifinali | Semifinali | Semifinali | Semifinali |  |  | Finale | Finale           | Finale | Finale | Finale | Finale | Finale | Finale | Finale |
|  |                  |                      |                  |                  |                  |                  |                  |    |    |                  |            |            |            |            |            |            |            |            |  |  |        |                  |        |        |        |        |        |        |        |
|  | 1                | Al-Riyadi Beirut     | 104              | 82               | 79               | -                | -                |    |    |                  |            |            |            |            |            |            |            |            |  |  |        |                  |        |        |        |        |        |        |        |
|  | 8                | Hoops Club           | 78               | 69               | 61               | -                | -                |    |    |                  |            |            |            |            |            |            |            |            |  |  |        |                  |        |        |        |        |        |        |        |
|  | 8                | Hoops Club           | 78               | 69               | 61               | -                | -                |    |    | Al-Riyadi Beirut | 113        | 88         | 78         | 81         | 71         | 101        | -          |            |  |  |        |                  |        |        |        |        |        |        |        |
|  |                  |                      |                  |                  |                  |                  |                  |    |    | Al-Riyadi Beirut | 113        | 88         | 78         | 81         | 71         | 101        | -          |            |  |  |        |                  |        |        |        |        |        |        |        |
|  |                  |                      | Champville       | 69               | 96               | 69               | 71               | 75 | 78 | -                |            |            |            |            |            |            |            |            |  |  |        |                  |        |        |        |        |        |        |        |
|  | 4                | Champville           | Champville       | 69               | 96               | 69               | 71               | 75 | 78 | -                | 91         | 92         | 115        | -          | -          |            |            |            |  |  |        |                  |        |        |        |        |        |        |        |
|  | 4                | Champville           |                  |                  |                  |                  |                  |    |    |                  | 91         | 92         | 115        | -          | -          |            |            |            |  |  |        |                  |        |        |        |        |        |        |        |
|  | 5                | Al-Mouttahed Tripoli | 88               | 88               | 112              | -                | -                |    |    |                  |            |            |            |            |            |            |            |            |  |  |        |                  |        |        |        |        |        |        |        |
|  |                  |                      |                  |                  |                  |                  |                  |    |    |                  |            |            |            |            |            |            |            |            |  |  |        | Al-Riyadi Beirut | 85     | 85     | 88     | 73     | 93     | -      | -      |
|  |                  |                      |                  | UBA              | 65               | 70               | 82               | 83 | 71 | -                | -          |            |            |            |            |            |            |            |  |  |        |                  |        |        |        |        |        |        |        |
|  | 3                | UBA                  | 102              | 102              | 109              | -                | -                |    |    |                  |            |            |            |            |            |            |            |            |  |  |        |                  |        |        |        |        |        |        |        |
|  | 6                | Tadamon Zouk         | 77               | 68               | 67               | -                | -                |    |    |                  |            |            |            |            |            |            |            |            |  |  |        |                  |        |        |        |        |        |        |        |
|  | 6                | Tadamon Zouk         | 77               | 68               | 67               | -                | -                |    |    | UBA              | 76         | 84         | 86         | 84         | -          | -          | -          |            |  |  |        |                  |        |        |        |        |        |        |        |
|  |                  |                      |                  |                  |                  |                  |                  |    |    | UBA              | 76         | 84         | 86         | 84         | -          | -          | -          |            |  |  |        |                  |        |        |        |        |        |        |        |
|  |                  |                      | Sagesse          | 67               | 65               | 81               | 80               | -  | -  | -                |            |            |            |            |            |            |            |            |  |  |        |                  |        |        |        |        |        |        |        |
|  | 2                | Sagesse              | Sagesse          | 67               | 65               | 81               | 80               | -  | -  | -                | 87         | 77         | 70         | 69         | -          |            |            |            |  |  |        |                  |        |        |        |        |        |        |        |
|  | 2                | Sagesse              |                  |                  |                  |                  |                  |    |    |                  | 87         | 77         | 70         | 69         | -          |            |            |            |  |  |        |                  |        |        |        |        |        |        |        |
|  | 7                | Homenetmen           | 82               | 85               | 64               | 68               | -                |    |    |                  |            |            |            |            |            |            |            |            |  |  |        |                  |        |        |        |        |        |        |        |

| Lebanese Basketball League 2014-2015 |
| ------------------------------------ |
| Riyadi Beirut 12º titolo             |

## Leader statistiche individuali
| Categoria                | Giocatore        | Squadra              | Statistica |
| ------------------------ | ---------------- | -------------------- | ---------- |
| Punti per partita        | Dewarick Spencer | Al-Mouttahed Tripoli | 31.8       |
| Rimbalzi per partita     | Michael Fraser   | Homenetmen           | 14.8       |
| Assist per partita       | Perry Petty      | Al-Mouttahed Tripoli | 7.2        |
| Palle rubate per partita | Perry Petty      | Al-Mouttahed Tripoli | 2.8        |
| Stoppate per partita     | Julian Khazzouh  | Sagesse              | 1.7        |
| Palle perse per partita  | Ali Mezher       | Hoops Club           | 4.7        |
| 2FG%                     | Ratko Varda      | UBA                  | 62.3%      |
| 3FG%                     | Julian Khazzouh  | Sagesse              | 43.8%      |
| FT%                      | Dewarick Spencer | Al-Mouttahed Tripoli | 88.1%      |

## Premi stagionali
| Premio                      | Giocatore              | Squadra          | Fonte |
| --------------------------- | ---------------------- | ---------------- | ----- |
| MVP                         | Fadi el-Khatib         | Al-Riyadi Beirut | [ 1 ] |
| MVP Finali                  | Fadi el-Khatib         | Al-Riyadi Beirut | [ 1 ] |
| Guardia dell'Anno           | Jay Youngblood         | UBA              | [ 1 ] |
| Ala dell'Anno               | Fadi el-Khatib         | Al-Riyadi Beirut | [ 1 ] |
| Centro dell'Anno            | Nik'oloz Tskit'ishvili | Champville       | [ 1 ] |
| Miglior Difensore           | Jean Abdel-Nour        | Al-Riyadi Beirut | [ 1 ] |
| Miglior giocatore libanese  | Fadi el-Khatib         | Al-Riyadi Beirut | [ 1 ] |
| Miglior giocatore straniero | Nik'oloz Tskit'ishvili | Champville       | [ 1 ] |
| Nuovo arrivato dell'anno    | Ali Mezher             | Hoops Club       | [ 1 ] |
| Miglior allenatore          | Ghassan Sarkis         | Champville       | [ 1 ] |

| Primo quintetto stagionale | Primo quintetto stagionale |
| -------------------------- | -------------------------- |
| Perry Petty                | Al-Mouttahed Tripoli       |
| Fadi el-Khatib             | Al-Riyadi Beirut           |
| Jay Youngblood             | UBA                        |
| Ismail Ahmad               | Al-Riyadi Beirut           |
| Nik'oloz Tskit'ishvili     | Champville                 |

| Secondo quintetto stagionale | Secondo quintetto stagionale |
| ---------------------------- | ---------------------------- |
| Mohammed Ibrahim             | UBA                          |
| Dewarick Spencer             | Al-Mouttahed Tripoli         |
| Jeremiah Massey              | Al-Riyadi Beirut             |
| Bassel Bawji                 | Champville                   |
| Eli Holman                   | Al-Riyadi Beirut             |